# Sapper-Friederici-Expedition
Die Sapper-Friederici-Expedition von 1908 war eine von der Landeskundlichen Kommission zur Erforschung der Schutzgebiete des Reichskolonialamtes nach Deutsch-Neuguinea entsandte, deutsche wissenschaftliche Expedition.

## Hintergrund
Die Kommission Landeskundlichen Kommission zur Erforschung der Schutzgebiete war 1905 gegründet worden und hatte einen Plan für die einheitliche Erforschung der deutschen Kolonien entworfen. Der Geograph Karl Sapper und der Ethnograph Georg Friederici wurden beauftragt, die Inseln des nördlichen Bismarck-Archipels, Neumecklenburg, Neuhannover, Neulauenburg die kleineren Inseln sowie Bougainville und Buka zu erforschen, und zu prüfen, ob der Boden für eine Plantagenkultur geeignet 
sei. Auf den Inseln wurden geographische und geologische Beobachtungen angestellt.

## Verlauf
Am 17. April 1908 erreichten die Teilnehmer die Blanchebucht auf der Insel Neupommern und am 27. April Namatanai, den Hauptort für den Bezirk Neumecklenburg-Süd. Sapper und Friederici durchquerten auf zwei verschiedenen Wegen die Insel an ihrer schmalsten Stelle. Da Friederici in erster Linie ethnologische Beobachtungen machen sollte und dafür möglichst lange an einzelnen bewohnten Orten bleiben musste, Sapper jedoch geographische und geologische Untersuchungen durchführte, die ausgedehnte Expeditionsreisen erforderten, wurde die Reisen getrennt gemacht, wobei jeder nach Möglichkeit die Aufgaben des andern mit übernahm. 
Das erste gemeinsame Standquartier der Expeditionsteilnehmer war im Mai 1908 Kung, eine der kleinen, Neuhannover im Nordwesten vorgelagerten Inseln, die als Ausgangspunkt für Ausflüge nach Neuhannover genutzt wurde. Mitte Juni war das Haus des Stationsleiters Franz Boluminski in Käwieng das Hauptquartier, in der ersten Julihälfte das Rasthaus Lamusong in Nordneumecklenburg. Der Versuch, im August in Namatanai ein viertes gemeinsames Standquartier zu beziehen, wurde durch ungünstige Umstände vereitelt.
Im Juli 1908 gelang Sapper gemeinsam mit Gouverneur Albert Hahl, August Doellinger, dem Stationsleiter von Kieta, und George Amos Dorsey vom Chicagoer Field Museum, begleitet von 20 Polizeisoldaten und 30 Trägern, die erste Durchquerung der Insel Bougainville.
Karl Sapper verließ Neumecklenburg Ende August 1908, Friederici Anfang September. Friederici bereiste noch fast vier Monate lang andere Teile von Deutsch-Neuguinea um ethnologischer Vergleiche durchzuführen. Sapper und Friederici arbeiteten mehrere Jahre an der Auswertung der Ergebnisse der Expedition. Sie veröffentlichten diese in drei Teilen unter dem Titel: „Wissenschaftliche Ergebnisse einer amtlichen Forschungsreise nach dem Bismarck-Archipel im Jahre 1908“. 